# Wessex
Wessex (staroang. Ƿestseaxna rīċe, łac. Regnum Occidentalium Saxonum) – jedno z siedmiu państw anglosaskiej heptarchii. 
Położone na południowym krańcu Brytanii, graniczyło od wschodu z Susseksem, od północy z Mercją, od południowego zachodu z Kornwalią. Na południu Wessex otaczało morze.

## Nazwa
Nazwa „Wessex” pochodzi od staroangielskich słów West Seaxe – Sasi zachodni (por. Essex, Sussex, Middlesex).

## Historia
W IX wieku Wessex objął przewodnictwo w heptarchii, zawdzięczając to w dużej mierze inwazji wikingów na państwa anglosaskie. Za panowania króla Alfreda Wielkiego (871–899) Wessex jako jedyny nie został podbity przez najeźdźców duńskich.
Do 1066 Wessex był głównym państwem anglosaskim i Królestwo Wesseksu utożsamiane było z Królestwem Anglii. Dopiero w 1066, po podboju dokonanym przez Wilhelma Zdobywcę, potęga Wessexu została zniszczona, a Królestwo Anglii stało się oficjalną nazwą państwa.